# Section Z (système d'arcade)
Le Section Z est un système de jeux vidéo pour borne d'arcade destiné aux salles d'arcade, créé par la société japonaise Capcom.

## Description
Le Section Z est lancé par Capcom en 1985.
Ce système est basé sur le Zilog Z80 en tant que processeur central. Le son utilise également deux Zilog Z80, couplés à deux Yamaha YM2203, et pour certaines PCB un Oki MSM5205 est également présent.
Ce système a servi pour des titres maintenant célèbres comme Section Z, Legendary Wings ou Trojan.

## Spécifications techniques

### Processeur
- Zilog Z80 cadencé à 6 MHz

### Audio
- Processeur :
  - 2 x Zilog Z80 cadencé à 4 MHz
- Puces audio :
  - 2 x Yamaha YM2203 cadencé à 1,5 MHz
  - Oki MSM5205 cadencé à 384 kHz pour certains jeux
- Capacités :
  - Mono

### Affichage
- Résolution : 240 x 256
- Palette couleurs : 1204

## Liste des jeux
| Titre           | Développeur | Éditeur          | Genre         | Année |
| --------------- | ----------- | ---------------- | ------------- | ----- |
| Avengers        | Capcom      | Capcom           | Beat them all | 1987  |
| Legendary Wings | Capcom      | Capcom           | Shoot them up | 1986  |
| Section Z       | Capcom      | Capcom           | Shoot them up | 1985  |
| Trojan          | Capcom      | Capcom / Romstar | Beat them all | 1986  |